# Искусство Ассирии
Искусство Ассирии — совокупность всех предметов искусства древнего государства в Северной Месопотамии (на территории современного Ирака) — Ассирии, с XXIV—VII до н. э.

## История
Ассирия стала одним из ведущих государств Передней Азии в первой половине I тысячелетия до н. э. Но история развития искусства Ассирии восходит к более ранним периодам. В III тысячелетии до н. э. Ассирия находилась под сильным влиянием шумерийской культуры. В одном из святилищ этого времени, святилище богини Иштар в городе Ашшуре — древней столице Ассирии, были найдены статуэтки, напоминающие шумерийские. В XV веке до н. э. Ассирия попала в зависимость от государства Митанни в северном Двуречье. Искусство Ассирии впитало в себя очень многое от митаннийского и хеттского искусства. Но наивысшего развития искусство Ассирии получило только в I тысячелетии до н. э., когда Ассирия превратилась в сильное рабовладельческое государство, подчинившее себе в результате захватнических войн почти всю Переднюю Азию.
Централизация власти в руках ассирийских царей способствовала тому, что к искусству предъявлялись совершенно определенные требования: прославлять деяния царя и военную мощь Ассирии.
В отличие от искусства Египта и искусства Двуречья раннего периода искусство Ассирии I тысячелетия до н. э. имело более светское назначение, хотя оно тоже было связано с религией. 

## Архитектура
Архитектура по-прежнему была ведущим родом искусства, но строили, главным образом, дворцовые комплексы и крепости, а не только храмы. Открытые раскопками дворцы с богатым убранством дают яркое представление об уровне развития и стилистических особенностях ассирийской архитектуры и изобразительного искусства.
Наиболее хорошо сохранившиеся и поддающиеся реконструкции сооружения относятся ко времени правления царей Ашшурнасирапала II (884—859 годы до н. э.), Саргона II (722—705 годы до н. э.) и Ашшурбанапала (668—633 годы до н. э.).
Дошедшие в развалинах ассирийские дворцы представляют собой огромные комплексы с официальными, жилыми и хозяйственными помещениями, сгруппированными вокруг дворов. Помещения коридорообразные, узкие, стены их украшены ортостатами с фризообразными рельефами и росписями.

### Дворец Саргона II

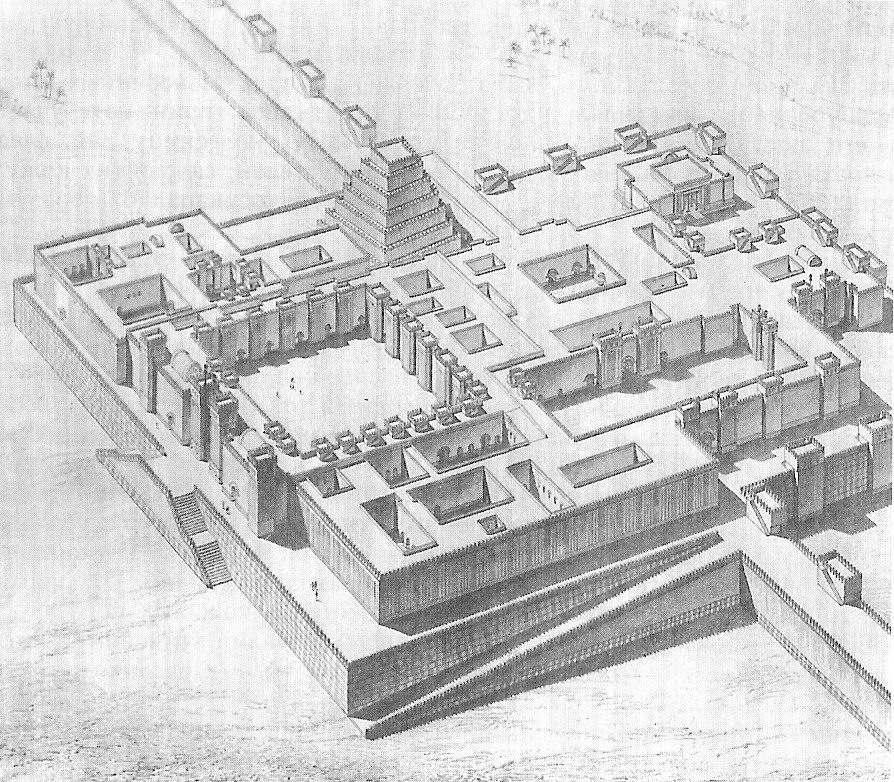
Дворец Саргона II в Дур-Шаррукине (реконструкция)

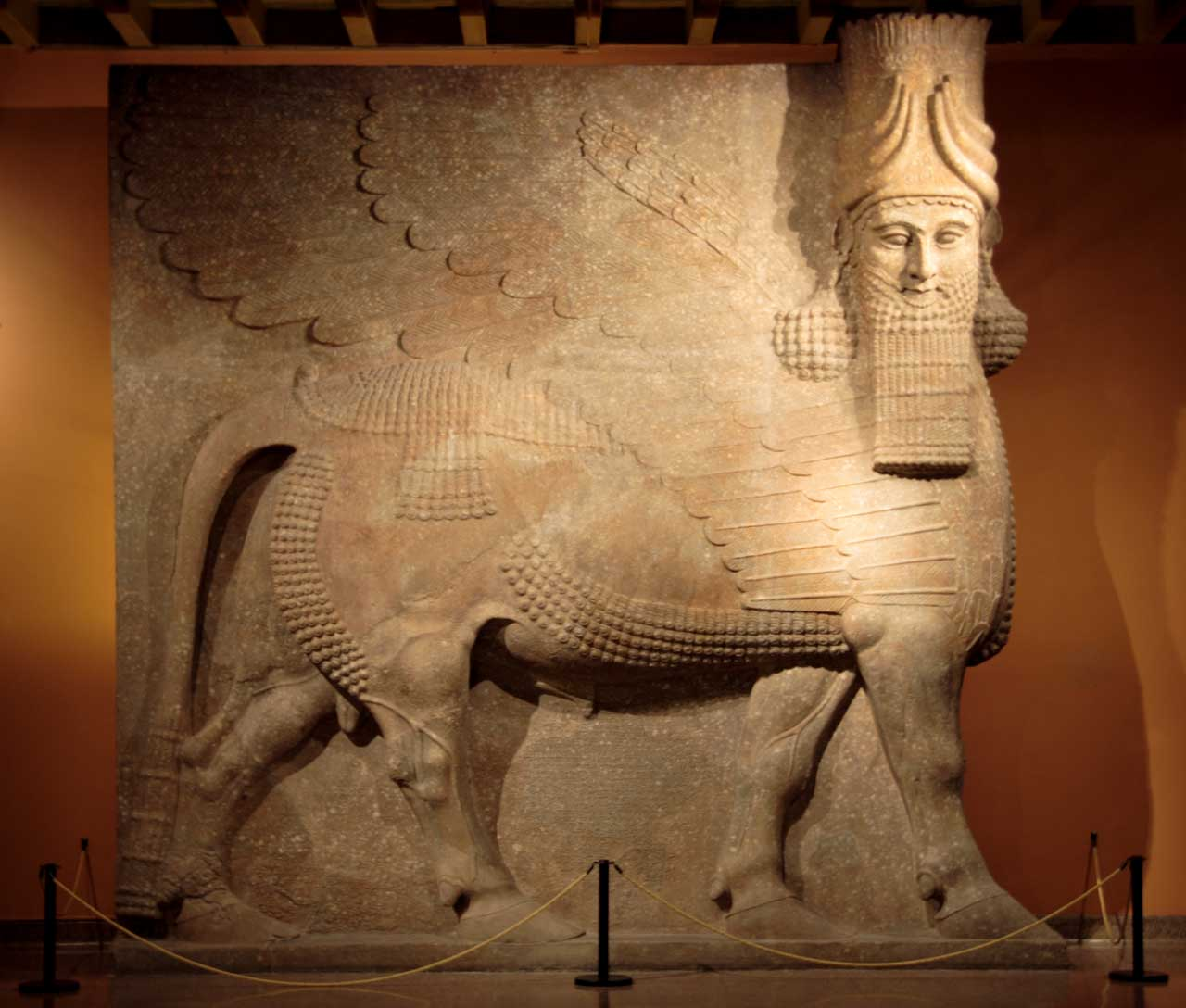
Крылатый человекобык из Дур-Шаррукина — «шеду». Восточный институт, Чикаго.

Классическим примером ассирийской архитектуры является дворец VIII века до н. э. царя Саргона II в Дур-Шаррукине (современный Хорсабад). Он был выстроен на искусственной террасе, часть дворца выступала за городскую стену. В комплекс дворца было включено и святилище с башней-зиккуратом из семи уступов. Входы перекрывались арками, а по сторонам их были помещены монументальные фигуры «шеду» или «ламассу» (как их называют ассирийские тексты), привратные скульптуры в виде львов и быков с человеческими головами и крыльями, исполненные в технике очень высокого рельефа, переходящего в круглую скульптуру (Париж, Лувр). Интересен приём-изображение пяти ног, чтобы и входящий и проходящий мимо мог видеть «стража» ворот одновременно и в покое, и в движении.
В некоторых частях дворца были использованы в качестве несущих опор колонны с каменными базами и деревянными стволами.
В декорацию дворца Саргона II (например, в оформление входов) были введены и изразцы — глазурованные кирпичи с яркой многоцветной поливой. Около дверей стояли высокие «деревья жизни», окованные металлом, на вершинах которых были укреплены пальмовые листья из позолоченной бронзы. Красочность в отделке дворца сочеталась, по-видимому, с умелым введением озеленения на террасах.

## Скульптура
В пластике Ассирии преобладает рельеф. Круглая скульптура в искусстве Ассирии большой роли не играла.
От времени Ашшурнасирапал II дошла замечательная алебастровая статуя самого Ашшурнасирапала II (Лондон, Британский музей, высота 1,06 м), изображающая царя в виде верховного жреца. Она была установлена в храме, в культовой нише, и являлась объектом поклонения. Композиция её строго фронтальна, образ царя идеализирован.
Во дворце Ашшурнасирапала сохранились очень низкие, плоские рельефы с изображением битв и царской охоты. Они грубоваты, суровы по стилю и представляют собой целую панораму батальных и охотничьих сцен. При общей анатомической правильности, детальной проработке мускулатуры ног и рук изображения людей и животных отличаются скованностью. Общая схема рельефов ко времени Ашшурнасирапала II уже вполне установилась.

## Барельеф и Роспись
Во дворце царя Синаххериба (705—681 годы до н. э.), сына Саргона II, в Тиль-Барсибе, городе, расположенном на одной из главных дорог, связывавших Ассирию с Сирией, также были барельефы на стенах, изображавшие царя и его деяния (фрагменты в Париже, в Лувре и в музее города Алеппо). В стилистическом отношении эти рельефы неоднородны и охватывают период от второй половины IX века до н. э. до середины VII века до н. э. Исполнены они по белой известковой обмазке, которая тонким слоем наложена на сырцовую стену по слою глины, смешанной с рубленой соломой. Местами можно проследить даже технику работы художников, последовательные стадии этой работы. Сначала чёрной краской наносились контуры изображений, а затем уже накладывались краски: красно-коричневая, ультрамариново-синяя, чёрная и белая, реже — розовая голубая. 

### Дворец Ашшурбанапала

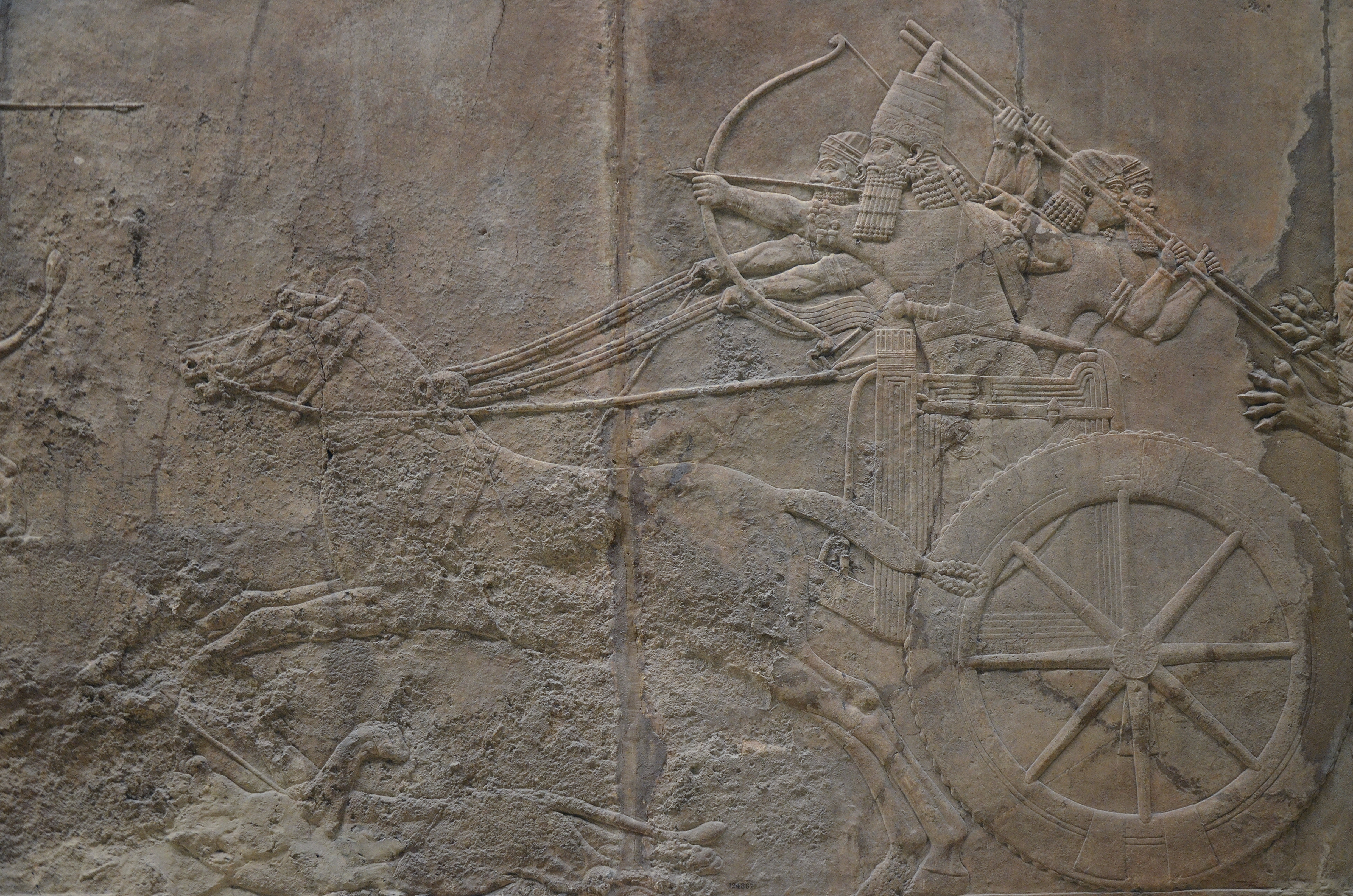
Ашшурбанапал охотится на львов. Рельеф из Северного дворца в Ниневии, ок. 645-635 годы до н.э. Британский музей

Последний период расцвета ассирийского искусства наступил во время правления Ашшурбанапала, во второй половине VII веке до н. э. Раскопки открыли развалины его дворца в Ниневии (современный Куюнджик), где, кроме разнообразных произведений изобразительного искусства, были найдены глиняные таблички с клинообразными текстами, составлявшие знаменитую библиотеку Ашшурбанапала, давшую возможность познакомиться с высоким уровнем ассирийской культуры.
Рельефы, по-прежнему, прославляют царя, изображают военные сцены и сцены охоты. Исполнены же они неодинаково: одни работы выполнены первоклассными мастерами, другие — ремесленниками. Рельефы условно раскрашивались. Однако в отличие от произведений предыдущего времени, в них с большим мастерством передаётся движение фигур. Рельефы показывают последовательное развитие действия.
Великолепными, всемирно известными примерами рельефов из дворца Ашшурбанапала являются плиты со сценами охоты на львов в царском зверинце. Очень мягко проработаны тела зверей. Реалистично трактованы фигуры раненых льва и львицы. Эти рельефы полны напряженного драматического содержания. Особенно выразительна смертельно раненая львица, делающая последнюю попытку подняться.
В рельефах этого времени, передающих дворцовые и культовые сцены, меньше живости, в них господствует каноничная условность и больше, чем в предшествующие периоды, увеличиваются декоративность и мелкая проработка деталей.